# الجمعية الأمريكية لتقدم العلوم
الجمعية الأميركية لتقدم العلوم أو الرابطة الأمريكية لتقدم العلوم (بالإنجليزية: 'American Association for the Advancement of Science) وتعرف اختصاراً ب"AAAS" هي إحدى أقدم وأهم المنظمات العلمية في العالم والتي أنشئت في سنة 1848 وهي أكبر منظمة علمية في العالم ويتبعها 275 مؤسسة علمية موزعة في عشرات الدول ويعمل فيها حوالي مليون باحث. وهي المؤسسة التي تصدر المجلة العلمية الشهيرة ساينس.